# Svartbäckträsket
Svartbäckträsket är en sjö i Finland. Den ligger i kommunen Esbo i landskapet Nyland, i den södra delen av landet, 21 km väster om huvudstaden Helsingfors. Svartbäckträsket ligger 51 meter över havet. I omgivningarna runt Svartbäckträsket växer i huvudsak barrskog. Arean är 7 hektar och strandlinjen är 1,2 kilometer lång. Sjön  ingår i Finska vikens kustområde. 